# Оссо-Ирати
Оссо́-Ирати́ (фр. Ossau-Iraty) — невареный прессованный французский сыр из овечьего молока, производимый на юго-западе Франции.

## История
Сыр получил своё название от долины Оссо и букового леса Ирати во Французской стране басков. Сыр начали производить монахи из аббатства Беллок более 300 лет назад. В 1980 году он вторым из овечьих сыров, после Рокфора, получил собственное контролируемое наименование происхождения (AOC).

## Производство

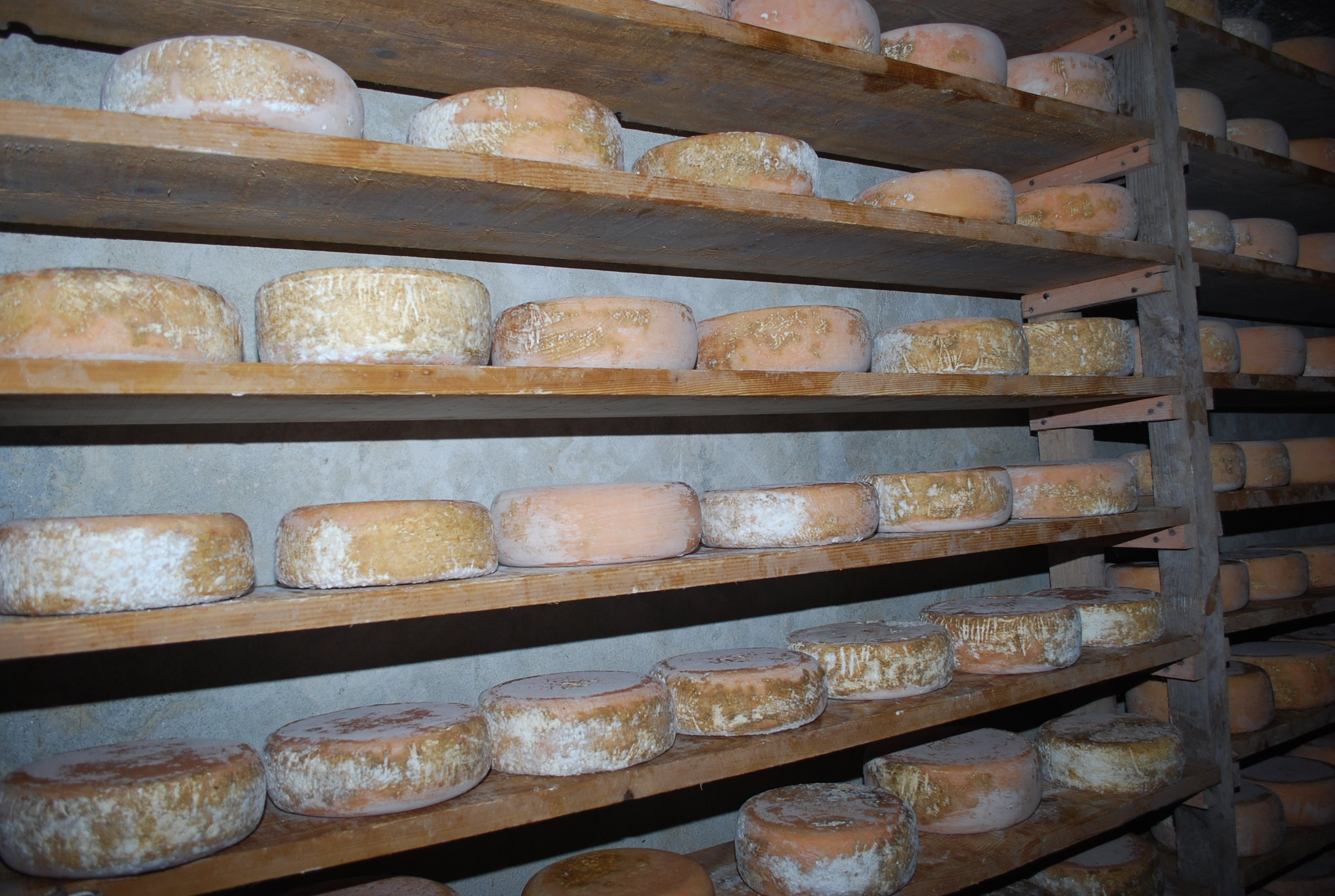
Созревание Оссо-Ирати

Сыр созревает в специальных помещениях, которые возводят из камня в горах, при температуре 12 °C. В долине Оссо их называют «кайоларс», а в Стране Басков — «кахулас». Срок созревания сыра составляет 90 дней, а для небольших головок — 60 дней.
Оссо-Ирати изготавливают круглогодично, однако лучший сыр получается осенью.

## Описание
Сыр имеет форму плоского круга диаметром 18-28 см, высотой 7-15 см и весом от 2 до 7 кг. Поверхность сыра покрыта оранжево-жёлтой или сероватой коркой. Жирность составляет 50 %. Мякоть имеет нежный ореховый вкус с оттенком оливок и приятный аромат. Оссо-Ирати чаще всего подают со сладким вином Jurançon moelleux, а также с винами Grave, Irouléguy и Herrika-Arnoa.
В повседневной жизни, французы называют данный сыр "старые бабушкины трусы", за резкий, не всегда приятный аромат.